# 오쓰 마모루
오쓰 마모루(일본어: 大津 守, 1931년 3월 5일 ~ 2007년 10월 2일)는 일본의 전 프로 야구 선수이자 야구 지도자, 야구 해설가·평론가이다. 후쿠오카현 가호군 게이센정 출신이며 현역 시절 포지션은 투수였다.

## 인물
후쿠오카 현립 메이젠 고등학교를 졸업하고 서일본 철도를 거쳐 1950년에 양대 리그인 센트럴·퍼시픽 리그가 출범하면서 그 해에 창단한 퍼시픽 리그 팀인 니시테쓰 클리퍼스에 입단했다. 1952년에는 리그 최다인 46경기에 등판하는 활약을 보여 팀의 주전 투수가 됐고 2년 후인 1954년에는 시즌 18승을 기록하면서 팀의 첫 리그 우승에 기여했을 뿐만 아니라 그해 주니치 드래건스와의 일본 시리즈에서는 6차전에 등판하여 승리 투수가 됐다. 이듬해 1955년 긴테쓰전에서 노히트 노런을 기록하는 등 가와무라 히사후미와 함께 팀내 최다인 21승을 기록했다. 하지만 1956년부터 2년 연속 단 한 번도 승리를 기록하지 못할 정도로 심각한 부진에 허덕였고 1958년에 긴테쓰로 이적했다. 긴테쓰에서도 니시테쓰 시절과 마찬가지로 팀의 주전 투수가 됐지만 타선의 지원이 거의 없어서 2년 연속 평균 자책점 부문에서 10위권에 진입했는데도 불구하고 20패를 기록하는 등 운도 따라주지 못했다. 1963년을 끝으로 현역에서 은퇴했다.
은퇴 후에는 RKB 마이니치 방송 해설자를 거쳐 1965년부터 1967년까지 니시테쓰에서 투수 코치를 맡았다. 2007년 10월 2일에 심부전으로 후쿠오카시의 한 병원에서 사망했다(향년 76세).

## 선수로서의 특징
현역 시절에는 슬라이더, 커브, 슈토 등을 주무기로 삼았다.

## 상세 정보

### 출신 학교
- 후쿠오카 현립 메이젠 고등학교

### 선수 경력
- 서일본 철도
- 니시테쓰 클리퍼스·니시테쓰 라이온스(1950년 ~ 1957년)
- 긴테쓰 펄스·긴테쓰 버펄로·긴테쓰 버펄로스(1958년 ~ 1963년)

### 개인 기록
- 노히트 노런 : 1회(1955년 6월 4일, 대 긴테쓰 펄스 전, 헤이와다이 야구장) ※역대 22번째
- 올스타전 출장 : 1회(1955년)

### 등번호
- 20(1950년)
- 16(1951년 ~ 1957년)
- 15(1958년 ~ 1963년)
- 65(1965년 ~ 1967년)

### 연도별 투수 성적
| 연 도       | 소 속       | 등 판 | 선 발 | 완 투 | 완 봉 | 무 4 구 | 승 리 | 패 전 | 세 이 브 | 홀 드 | 승 률 | 타 자 | 이 닝  | 피 안 타 | 피 홈 런 | 볼 넷 | 고 4 | 몸 맞 | 탈 삼 진 | 폭 투 | 보 크 | 실 점 | 자 책 점 | 평 자 책 | W H I P |
| ----------- | ----------- | ----- | ----- | ----- | ----- | ------- | ----- | ----- | -------- | ----- | ----- | ----- | ------ | -------- | -------- | ----- | ---- | ----- | -------- | ----- | ----- | ----- | -------- | -------- | ------- |
| 1951년      | 니시테쓰    | 7     | 3     | 1     | 0     | 0       | 1     | 0     | --       | --    | 1.000 | 101   | 25.0   | 18       | 1        | 10    | --   | 0     | 10       | 0     | 1     | 8     | 5        | 1.80     | 1.12    |
| 1952년      | 니시테쓰    | 46    | 22    | 12    | 0     | 0       | 18    | 8     | --       | --    | .692  | 931   | 230.1  | 209      | 4        | 57    | --   | 3     | 70       | 2     | 0     | 86    | 70       | 2.73     | 1.15    |
| 1953년      | 니시테쓰    | 34    | 15    | 4     | 1     | 0       | 6     | 11    | --       | --    | .353  | 626   | 147.0  | 150      | 9        | 46    | --   | 1     | 56       | 1     | 0     | 75    | 60       | 3.67     | 1.33    |
| 1954년      | 니시테쓰    | 49    | 29    | 9     | 2     | 0       | 18    | 11    | --       | --    | .621  | 1018  | 257.1  | 197      | 7        | 69    | --   | 6     | 123      | 2     | 0     | 62    | 51       | 1.78     | 1.03    |
| 1955년      | 니시테쓰    | 55    | 27    | 11    | 6     | 1       | 21    | 10    | --       | --    | .677  | 1034  | 255.2  | 213      | 11       | 91    | 2    | 3     | 116      | 3     | 0     | 83    | 71       | 2.50     | 1.19    |
| 1956년      | 니시테쓰    | 5     | 2     | 0     | 0     | 0       | 0     | 2     | --       | --    | .000  | 63    | 14.0   | 18       | 1        | 4     | 0    | 0     | 6        | 1     | 0     | 13    | 11       | 7.07     | 1.57    |
| 1957년      | 니시테쓰    | 2     | 0     | 0     | 0     | 0       | 0     | 0     | --       | --    | ----  | 11    | 1.0    | 7        | 0        | 1     | 0    | 0     | 0        | 0     | 0     | 6     | 5        | 45.00    | 8.00    |
| 1958년      | 긴테쓰      | 46    | 24    | 15    | 3     | 0       | 10    | 22    | --       | --    | .313  | 920   | 223.0  | 214      | 14       | 70    | 3    | 0     | 63       | 2     | 0     | 91    | 74       | 2.99     | 1.27    |
| 1959년      | 긴테쓰      | 45    | 32    | 7     | 0     | 0       | 11    | 20    | --       | --    | .355  | 965   | 227.0  | 240      | 14       | 68    | 6    | 4     | 79       | 4     | 0     | 106   | 80       | 3.17     | 1.36    |
| 1960년      | 긴테쓰      | 19    | 11    | 0     | 0     | 0       | 0     | 11    | --       | --    | .000  | 265   | 55.1   | 83       | 5        | 22    | 1    | 0     | 32       | 3     | 0     | 53    | 41       | 6.59     | 1.90    |
| 1961년      | 긴테쓰      | 46    | 19    | 2     | 1     | 1       | 4     | 13    | --       | --    | .235  | 581   | 135.2  | 148      | 11       | 44    | 3    | 0     | 55       | 2     | 0     | 78    | 61       | 4.04     | 1.42    |
| 1962년      | 긴테쓰      | 46    | 4     | 0     | 0     | 0       | 6     | 4     | --       | --    | .600  | 376   | 91.2   | 97       | 9        | 20    | 1    | 1     | 58       | 0     | 0     | 39    | 30       | 2.93     | 1.28    |
| 1963년      | 긴테쓰      | 9     | 0     | 0     | 0     | 0       | 1     | 0     | --       | --    | 1.000 | 62    | 12.1   | 22       | 3        | 6     | 0    | 0     | 5        | 0     | 0     | 17    | 15       | 10.38    | 2.27    |
| 통산 : 13년 | 통산 : 13년 | 409   | 188   | 61    | 13    | 2       | 96    | 112   | --       | --    | .462  | 6953  | 1675.1 | 1616     | 89       | 508   | 16   | 18    | 673      | 20    | 1     | 717   | 574      | 3.08     | 1.27    |

- 굵은 글씨는 시즌 최고 성적.